# Pimoa
Pimoa és un gènere d'aranyes araneomorfes de la família dels pimòids (Pimoidae). Fou descrit per primera vegada l'any 1943 per Chamberlin i Ivie.
El seu gènere més similar és Nanoa. Pimoa deriva de la llengua del goshute d'Utah i té el significat de "potes grans". La seva distribució és per la zona holàrtica.

## Taxonomia
Segons el World Spider Catalog amb data del 3 de gener de 2019, el gènere Pimoa té reconeguts 30 espècies:
- Pimoa altioculata (Keyserling, 1886) – EUA, Canadà, Alaska
- Pimoa anatolica Hormiga, 1994 – Xina
- Pimoa breuili (Fage, 1931) – Espanya
- Pimoa breviata Chamberlin & Ivie, 1943 – EUA
- Pimoa crispa (Fage, 1946) – Índia
- Pimoa cthulhu Hormiga, 1994 – EUA
- Pimoa curvata Chamberlin & Ivie, 1943 – EUA
- Pimoa edenticulata Hormiga, 1994 – EUA
- Pimoa gandhii Hormiga, 1994 – Índia
- Pimoa haden Chamberlin & Ivie, 1943 – EUA
- Pimoa hespera (Gertsch & Ivie, 1936) – EUA
- Pimoa indiscreta Hormiga, 1994 – India
- Pimoa jellisoni (Gertsch & Ivie, 1936) – EUA
- Pimoa laurae Hormiga, 1994 – EUA
- Pimoa lihengae Griswold, Long & Hormiga, 1999 – Xina
- Pimoa mephitis Hormiga, 1994 – EUA
- Pimoa mono Hormiga, 1994 – EUA
- Pimoa nematoides Hormiga, 1994 – Nepal
- Pimoa petita Hormiga, 1994 – EUA
- Pimoa rupicola (Simon, 1884) – França, Itàlia
- Pimoa sinuosa Hormiga, 1994 – Nepal
- Pimoa vera Gertsch, 1951 – EUA

### Fòssils
Segons el World Spider Catalog versió 19.0 (2018), existeixen les següents espècies fòssils:
- †Pimoa expandens Wunderlich, 2004
- †Pimoa hormigai Wunderlich, 2004
- †Pimoa inopinata Wunderlich, 2004
- †Pimoa liedtkei Wunderlich, 2004
- †Pimoa lingua Wunderlich, 2004
- †Pimoa longiscapus Wunderlich, 2008
- †Pimoa multicuspuli Wunderlich, 2004
- †Pimoa obruens Wunderlich, 2008